# Alepochóri Bótsari
Alepochóri Bótsari (Alepochori Botsari) är en ort i Grekland.   Den ligger i prefekturen Nomós Ioannínon och regionen Epirus, i den centrala delen av landet, 300 km nordväst om huvudstaden Aten. Alepochóri Bótsari ligger 296 meter över havet och antalet invånare är 208.
Terrängen runt Alepochóri Bótsari är bergig åt sydväst, men åt nordost är den kuperad. Alepochóri Bótsari ligger nere i en dal. Runt Alepochóri Bótsari är det ganska glesbefolkat, med 31 invånare per kvadratkilometer. Närmaste större samhälle är Pappadátes, 8,8 km sydost om Alepochóri Bótsari. I omgivningarna runt Alepochóri Bótsari växer i huvudsak blandskog.